# Ганн, Уилбур
Уилбур Ганн (англ. Wilbur Gunn; 23 мая 1860 — 27 сентября 1920) — американский инженер, оперный певец и предприниматель, основатель компании Lagonda по производству мотоциклов и автомобилей.

## Биография
Уилбур А.Ганн родился в городе Трой, Огайо. Его отец, Джеймс Винн Ганн, был секретарем священника. Ганн был начинающим оперным певцом и решил, что, возможно, ему больше повезет в этой карьере в космополитической Европе. Он эмигрировал в Англию в 1897 году, и вскоре поженился на Констанце Энн Грей, дочери Чарльза Уилтона Гуда, солдата, вдовы, которая потеряла мужа в 1896 году. Однако, его музыкальные начинания не были успешными, поэтому он бросил оперу и пение, и в 1904 году, будучи хорошим инженером, он основал компанию по производству мотоциклов — Lagonda Motor Cycle Co., в Стайнсе, Мидлсекс. Компания была названа так в честь ручья, возле которого он родился и жил до 1897 года. Ганн собирал небольшие мотоциклы в саду своего дома в Стайнсе.
В 1907 году он построил свой первый автомобиль, на котором выиграл гонку Москва — Санкт-Петербург в 1910 году.